# Allas.se
Allas.se är en veckotidnings- och nyhetssajt med innehåll från flera av Aller Medias veckotidningar. Allas.se ägs av svenska Aller media. Redaktionen är verksam på Aller Medias huvudkontor, beläget i Stockholm. Ansvarig utgivare är 2023 Åsa Liliegren.

## Historia
Webbplatsen grundade 2019 genom en sammanslagning av flera olika av Aller medias då befintliga webbplatser. År 2022 bestod innehållet till största delen av innehåll från varumärkena Allers, Allas veckotidning, Hemmets veckotidning, Allers Trädgård, Antik & Auktion och Året Runt. Ämnen som behandlas är bland annat hälsa, trädgård, relationer och livsöden.

## Priser
Allas.se har fått flera priser för sin journalistik, bland annat Publishingpriset och Tidskriftspriset. Här är ett urval av tidningens utmärkelser: 
- Serien "Barn lagar mat" – Most Creative Native Advertising Campaign[4] på Berlin Native Advertising Awards.
- allas.se – Publishingpriset för Bästa webbtidskrift 2019.[5]
- allas.se – Tidskriftspriset "Årets tidskrift populärpress" på Tidskriftsdagen 2020.[6]
- "Sistaslaget" – Tidskriftspriset "Årets Ljud och Rörligt" på Tidskriftsdagen 2020.[6]